# Distrito de Trongsa
El Distrito de Trongsa es uno de los veinte distritos en que se divide Bután. Se encuentra en el centro geográfico del país. Cubre un área de 1.470 km² y una población de 26.017 personas en 1985. Su capital es Trongsa.

## Condados
El distrito de Trongsa está dividido en cinco condados:
- Dragteng
- Korphu
- Langthil
- Nubi
- Tangsibji

Distrito de Trongsa
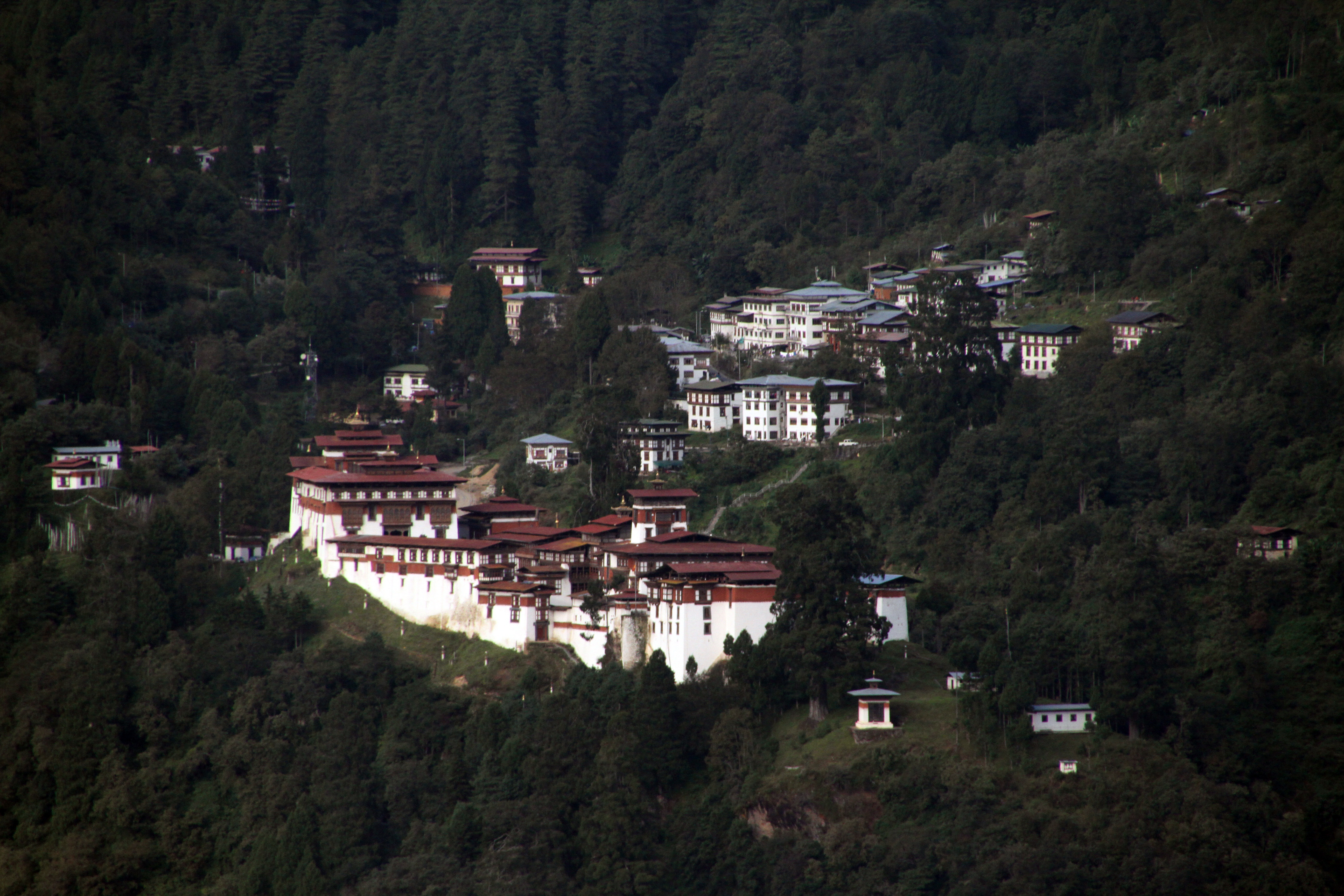
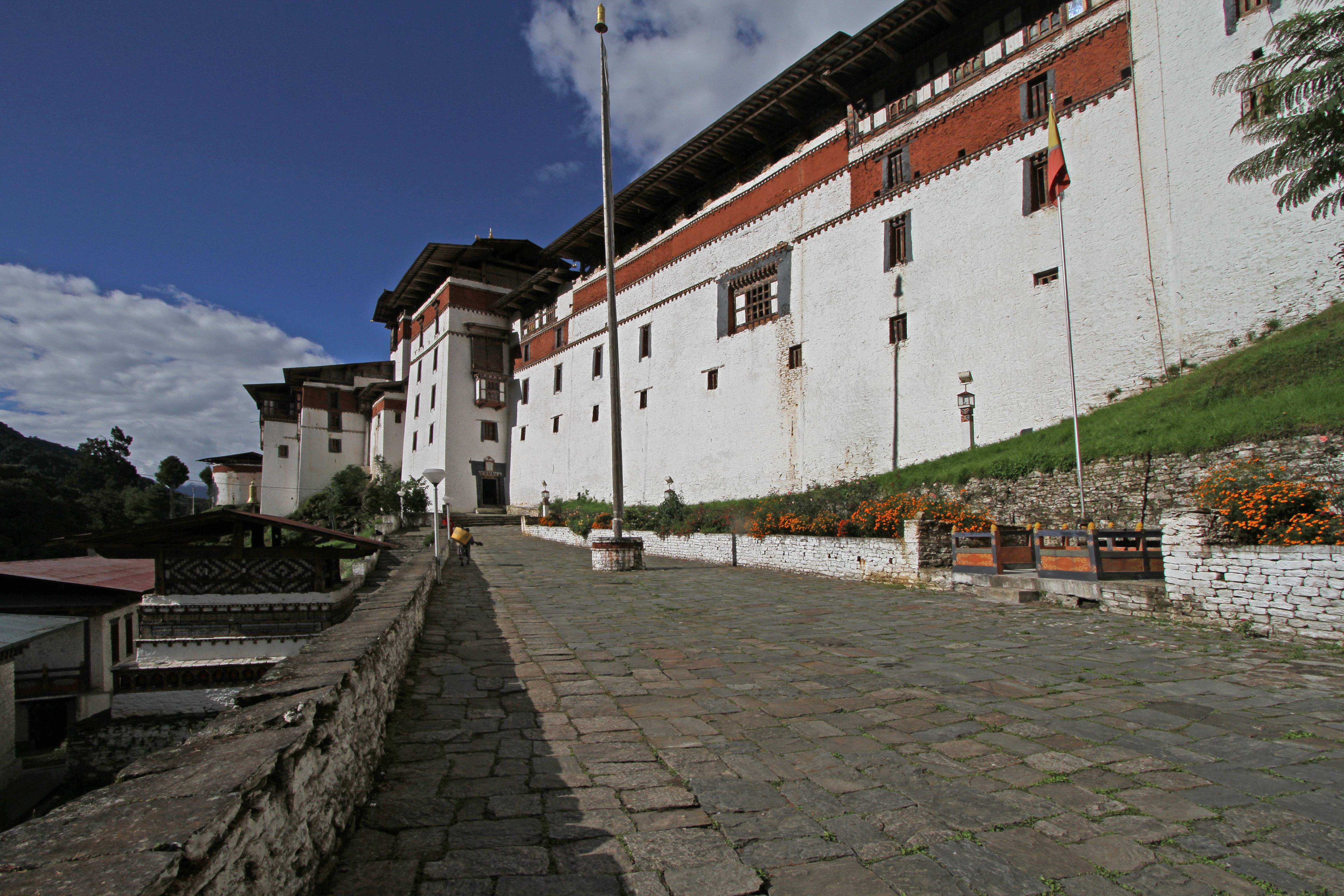
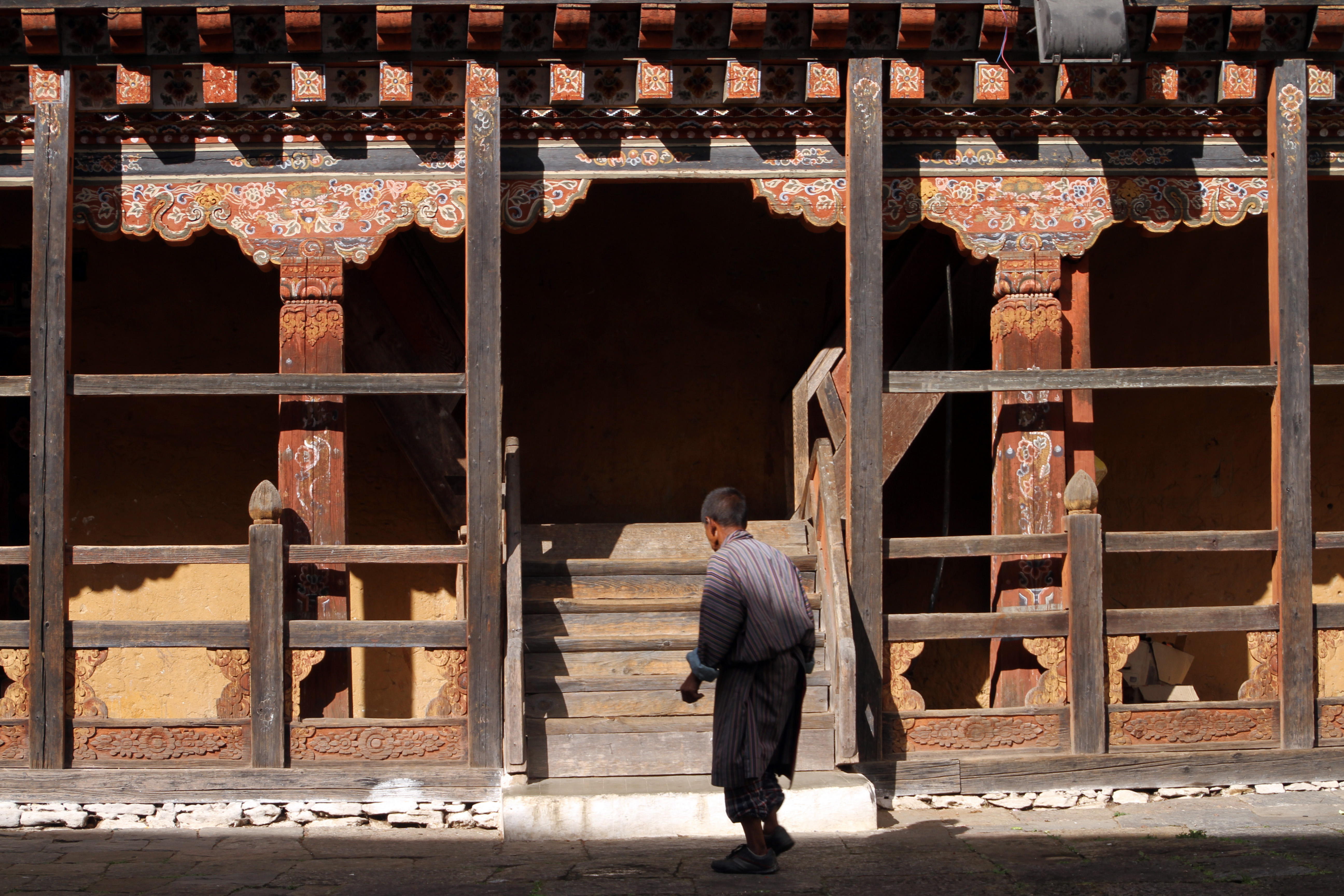
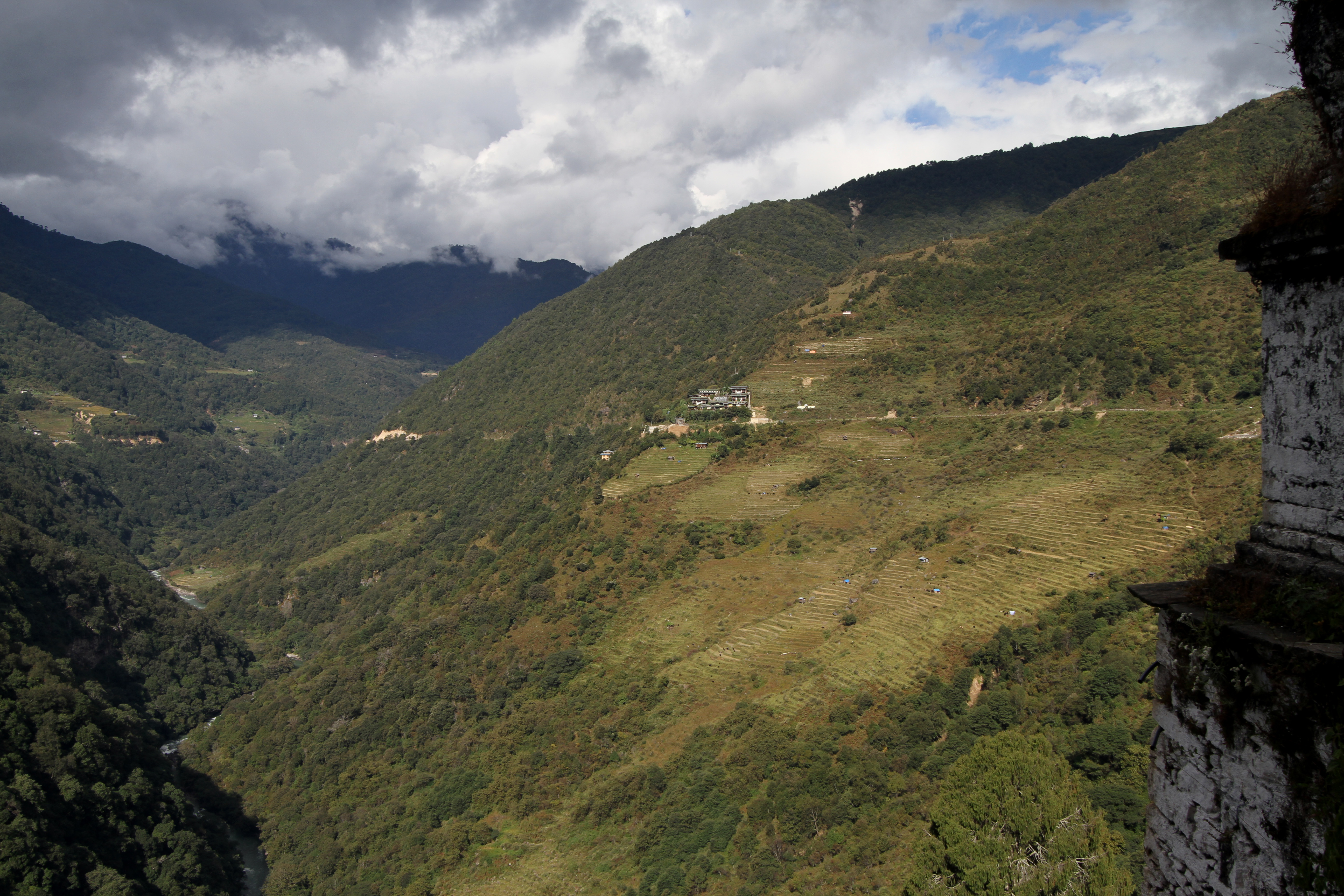
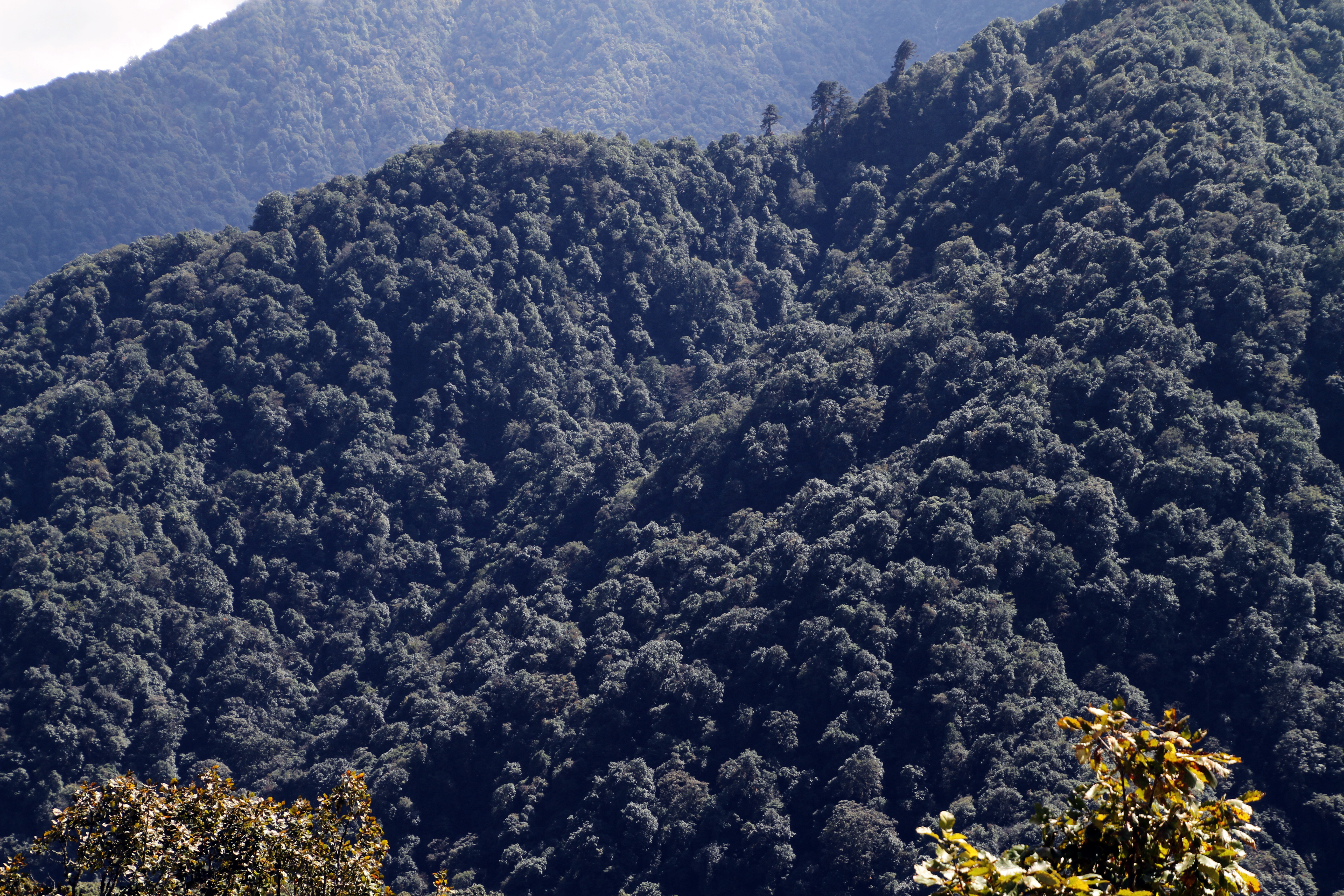
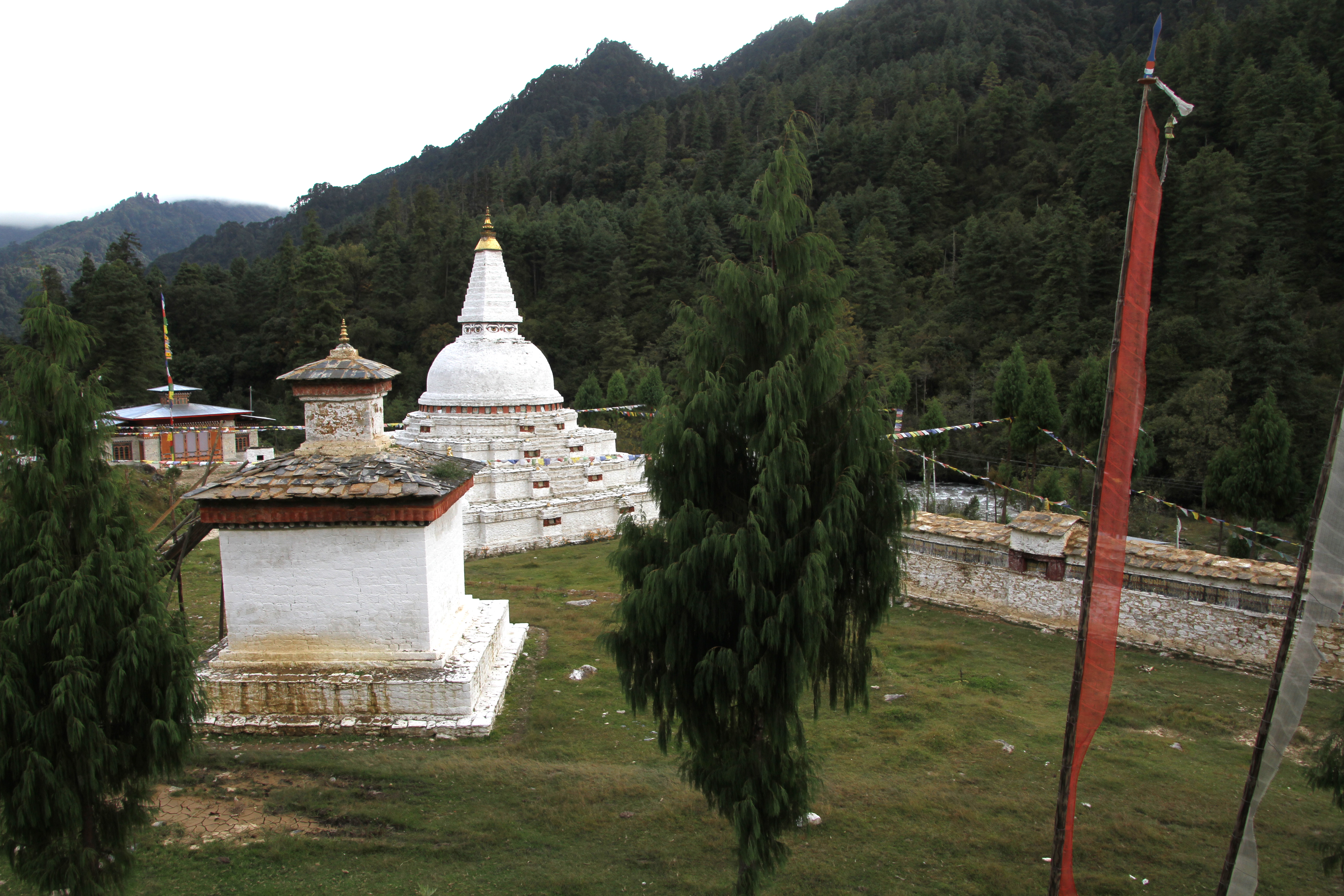